# Metillítium
A metillítium a legegyszerűbb lítiumorganikus reagens, képlete (CH3Li)n. E fémorganikus vegyület oligomer oldatban és szilárd állapotban is. Ez az erősen reaktív, éter oldószerrel használt vegyület a szerves szintézisben és a fémorganikus kémiában is használatos. A metillítium víz-, oxigén- és szén-dioxid-mentes környezetet igényel. A metillítium általában éteres oldatban kapható, és gyakran nem izolálják.

## Szintézis
Közvetlen szintézisében a brómmetán lítium dietil-éteres szuszpenziójával reagál:
{\displaystyle {\ce {2 Li + MeBr -> LiMe + LiBr}}}
A lítium-bromid komplexet alot metillítiummal. A legtöbb forgalmazott metillítium e komplexet tartalmazza. A „halogenidmentes” metillítium klórmetánból állítható elő. A lítium-klorid kicsapódik a dietil-éterből, mivel nem alkot erős komplexet a metillítiummal. A szűrlet így viszonylag tiszta metillítiumból áll. A kereskedelemben kapható metillítium 1,4-dioxánnal kezelve szűréssel eltávolítható LiBr(dioxán) csapadékot ad. A halogenidmentes vagy a LiBr–MeLi használata egyes szintézisekben döntő lehet.

## Reakciókészség
A metillítium erősen bázikus és erősen nukleofil a szénen lévő negatív töltés miatt, így az elektronakceptorokkal és a protondonorokkal reagál. Szemben az n-BuLi-mal, a MeLi standard hőmérsékleten csak lassan reagál tetrahidrofuránnal, és éteres oldatai stabilak. Vízzel és alkoholokkal hevesen reagál. A metillítiumot használó legtöbb reakció standard hőmérséklet alatt történik. Bár a MeLi használható deporotonálásra, az n-BuLi gyakoribb e célra alacsonyabb ára és jobb reakciókészsége miatt.
A metillítiumot általában a metilanion-szinton szintetikus ekvivalenseként használják. Például a ketonok tercier alkoholokká alakulnak két lépésben:
{\displaystyle {\ce {Ph2CO + MeLi -> Ph2C(Me)OLi}}}
{\displaystyle {\ce {Ph2C(Me)OLi + H+ -> Ph2C(Me)OH + Li+}}}
A nemfém-halogenidek metilcsoportot tartalmazó vegyületekké alakulnak:
{\displaystyle {\ce {PCl3 + 3 MeLi -> PMe3 + 3 LiCl}}}
Ilyen reakciókban gyakoribbak a Grignard-reagens metilmagnézium-halogenidek, melyek hasonlóan hatásosak, és olcsóbbak vagy könnyebben állíthatók elő in situ.
Szén-dioxiddal reagálva lítium-acetátot ad:
{\displaystyle {\ce {CH3Li + CO2 -> CH3COO- Li+}}}
Az átmenetifém-metilvegyületek MeLi és fém-halogenidek reakciójával állíthatók elő. Különösen fontosak a Gilman-reagensek előállításához, melyek közül gyakran használják a lítium-dimetilkuprátot. Ez gyakran használatos epoxidok, halogénalkánok és alkil-szulfonátok nukleofil szubsztitúciójára, valamint α,β-telítetlen karbonilvegyületek addíciójára metilanion révén. Sok más átmenetifém-metilvegyület is ismert.
{\displaystyle {\ce {ZrCl4 + 6 MeLi -> Li2ZrMe6 + 4 LiCl}}}

## Szerkezet
Két szerkezetet igazolt az egykristály-röntgenkrisztallográfia és a 6Li-, 7Li- és 13C-NMR spektroszkópia. A tetramer torzult kubánszerű klaszter, váltakozó sarkokon lévő szénnel és lítiummal. A Li–Li távolság 2,68 Å, közel a gázállapotú dilítium Li–Li kötéséhez. A C–Li távolság 2,31 Å. A szén 3 hidrogénhez és 3 Li-hoz kötődik. A (MeLi)4 alkánokban való oldhatatlanságát és csekély illékonyságát a klaszterek közti agosztikus kölcsönhatások okozzák. Ezzel szemben a nagyobb (tBuLi)4, ahol a kölcsönhatásokat a sztérikus hatások akadályozzák, illékony és alkánokban oldódik.
A hexamer hatszögletű hasábokat alkot váltakozó Li és C atomokkal
A metillítium egységeinek száma függ az oldószertől és a további anyagok, például lítium-bromid jelenlététől. Szénhidrogénekben, például benzolban a hexamer, éterekben a tetramer gyakoribb.

### Kötések
E klaszterek „elektronhiányosnak” tekinthetők – nem követik az oktettszabályt, mivel nincs elég elektron a két központú, kételektronos kötésekhez a szénatomok körül, szemben a legtöbb szerves vegyülethez. A hexamer 30 elektronos vegyület. Ha 18 elektron van hozzárendelve a C–H kötésekhez, 12 elektron marad a Li–C és a Li–Li kötésekre. A hat fém-fém kötésre és a metil–η3 lítium kölcsönhatásokra egy-egy elektron jut.
A C–Li kötés erőssége IR spektroszkópiai mérések szerint nagyjából 57 kcal/mol.